# Розенберг, Эмиль Тау
Эмиль Тау Розенберг (дат. Emil Thau Rosenberg; род. 9 мая 2005, Орхус, Дания) — датский футболист, полузащитник фарерского клуба «Скоала».

## Карьера
Эмиль начинал карьеру в детской команде «Эгебьерг», являющейся клубом-партнёром «Хорсенс». В 2018 году он перешёл в академию «Хорсенс», а 3 года спустя подписал с ними свой первый контракт сроком на 3 сезона. Несмотря на регулярные выступления за этот клуб в юношеских турнирах, полузащитник принял решение покинуть команду после истечения контракта и отправиться на Фарерские острова, чтобы пройти просмотр в клубе «Скоала», где уже играл другой воспитанник «Хорсенс» Николай Дон. 15 мая 2024 года Эмиль подписал двухлетний контракт со «Скоалой». Он дебютировал во взрослом футболе 5 августа 2024 года в матче фарерской премьер-лиги против клуба «ХБ». 1 сентября полузащитник забил первый гол в карьере, с пенальти поразив ворота действующего чемпиона архипелага — клаксвуйкского «КИ». Это был единственный мяч Эмиля в 11 сыгранных встречах фарерской премьер-лиги.

## Личная жизнь
Отец Эмиля, Мадс Розенберг (род. 1986) — бывший футболист. Во времена заграничных выступлений отца сын приезжал к нему и тренировался в детских командах «Акюрейри» и «Б68».